# Werben
Werben, in lusaziano inferiore Wjerbno, è un comune di 1 735 abitanti del Brandeburgo, in Germania.

Appartiene al circondario della Sprea-Neiße (targa SPN) ed è parte della comunità amministrativa (Amt) di Burg.

## Società

### Evoluzione demografica
| Anno | Abitanti |
| ---- | -------- |
| 1875 | 2 022    |
| 1890 | 1 995    |
| 1910 | 1 886    |
| 1925 | 1 821    |
| 1933 | 1 839    |
| 1939 | 1 922    |
| 1946 | 2 439    |
| 1950 | 2 254    |
| 1964 | 1 814    |
| 1971 | 1 719    |

| Anno | Abitanti |
| ---- | -------- |
| 1981 | 1 627    |
| 1985 | 1 553    |
| 1989 | 1 560    |
| 1990 | 1 539    |
| 1991 | 1 511    |
| 1992 | 1 513    |
| 1993 | 1 541    |
| 1994 | 1 564    |
| 1995 | 1 651    |
| 1996 | 1 744    |

| Anno | Abitanti |
| ---- | -------- |
| 1997 | 1 838    |
| 1998 | 1 891    |
| 1999 | 1 927    |
| 2000 | 1 942    |
| 2001 | 1 926    |
| 2002 | 1 908    |
| 2003 | 1 900    |
| 2004 | 1 872    |
| 2005 | 1 865    |
| 2006 | 1 842    |

| Anno | Abitanti |
| ---- | -------- |
| 2007 | 1 843    |
| 2008 | 1 812    |
| 2009 | 1 795    |
| 2010 | 1 763    |
| 2011 | 1 719    |
| 2012 | 1 700    |
| 2013 | 1 689    |